# Live the Storm
Live the Storm är det sjätte albumet med punk/kängpunk-bandet Disfear.

## Låtlista
1. "Get It Off"
2. "Fiery Father"
3. "Deadweight"
4. "The Cage"
5. "The Furnace"
6. "Live The Storm"
7. "Testament"
8. "In Exodus"
9. "Maps Of War"
10. "Phantom"

## Medverkande
- Marcus Andersson - Trummor
- Ulf Cederlund - Gitarr
- Björn Pettersson - Gitarr
- Henrik Frykman - Bas
- Tomas Lindberg - Sång